# KVK Waaslandia Burcht
Maillots
Dernière mise à jour : 13 juillet 2011.
Le Koninklijke Voetbalkring Waaslandia Burcht est un ancien club de football belge, localisé dans la ville de Burcht, en province d'Anvers. Le club est fondé en 1920 et arrête ses activités en 2004. Durant son Histoire, il évolue 15 saisons dans les séries nationales, dont 7 en Division 3.

## Histoire

### Fondation du club
Le club est fondé en 1920 sous le nom FC Waeslandia Burcht. Ce nom fait référence à la fois à la commune de Burcht, où le club se trouve, et au Pays de Waes, une région naturelle de Belgique dont fait partie Burcht. Le club s'affilie à l'Union Belge le 15 août 1920, et reçoit en 1926 le matricule 557. Il est versé dans les séries régionales puis provinciales anversoises.

### Premiers séjours en nationales
En 1953, le club rejoint pour la première fois les séries nationales, un an après la création de la Promotion. Il termine la première saison dans le milieu du classement, puis remporte le titre dans sa série la saison suivante, ce qui lui ouvre les ports de la Division 3. Ce passage au niveau supérieur est de courte durée, Waaslandia étant relégué après une seule saison. En 1958, le club remporte à nouveau sa série, et remonte en Division 3. Le club se stabilise trois ans en milieu de classement, mais les résultats sont moins bons par la suite. Après avoir échappé de peu à la relégation en 1962 et 
1963, le club est relégué au terme de la saison 1963-1964, après six ans en troisième division.
Les problèmes continuent en Promotion pour le club, qui termine à une place de relégable en 1965, ce qui le renvoie vers les séries provinciales. Le club est à ce moment reconnu « Société Royale » (35 ans d'existence) et prend le nom de K. FC Waaslandia Burcht Un an plus tard, le club est de retour en Promotion, mais il ne s'y maintient que deux saisons avant de retourner en provinciales en 1968.

### Chute au plus bas niveau du football belge
Cette fois, il ne remonte pas de suite, au contraire il subit une seconde relégation consécutive. Il revient en première provinciale en 1972, mais est relégué après une saison. Il tombe ensuite en troisième provinciale en 1977, et après avoir fait plusieurs aller-retours entre la « P2 » et la « P3 », il est relégué en quatrième provinciale, le plus bas niveau du football belge, en 1987.

### Remontée vers les nationales
Le club végète à ce niveau jusqu'en 1991. Il rejoue deux saisons en troisième provinciale, avant d'être à nouveau relégué en 1993. À partir de là, le club va connaître un succession de promotions jusqu'au début du XXIe siècle. Champion de « P4 » en 1994, il revient en deuxième provinciale l'année suivante, puis en première en 1998. Le club change alors de nom pour devenir le Koninklijke Voetbalkring Waaslandia Burcht. Il remporte le titre provincial en 2001, lui permettant, après 33 ans d'absence, de revenir en « nationales ».

### Dernier passage en Promotion et faillite
Waaslandia termine ses deux premières saisons de Promotion dans le ventre mou du classement, mais la saison 2003-2004 est catastrophique pour le club, qui ne réalise que quatre nuls pour vingt-six défaites, et termine bon dernier dans sa série. Le club est donc condamné à retourner en provinciales mais, les soucis financiers s'additionnant aux mauvais résultats sportifs poussent les dirigeants du club à déclarer forfait en octobre 2004. Le club arrête ses activités, et le matricule 557 est radié des listes de la Fédération.

## Résultats dans les divisions nationales
Statistiques clôturées, club disparu

### Palmarès
- 2 fois champion de Promotion en 1955 et 1958.

### Bilan
| Niv | Divisions    | Jouées | Titres | TM Up | TM Down |
| --- | ------------ | ------ | ------ | ----- | ------- |
| I   | 1e nationale | 0      | 0      |       |         |
| II  | 2e nationale | 0      | 0      |       |         |
| III | 3e nationale | 7      | 0      |       |         |
| IV  | 4e nationale | 8      | 2      |       |         |
|     |              |        |        |       |         |
|     | TOTAUX       | 15     | 2      |       |         |

- TM Up= test-match pour départager des égalités, ou toutes formes de Barrages ou de Tour final pour une montée éventuelle.
- TM Down= test-match pour départager des égalités, ou toutes formes de Barrages ou de Tour final pour le maintien.

### Classements saison par saison
| Ordre               | Saison  | Nom du club                                                                        | Niveau                                                                             | Classement final                                                                   | Remarques                                                                          |
| ------------------- | ------- | ---------------------------------------------------------------------------------- | ---------------------------------------------------------------------------------- | ---------------------------------------------------------------------------------- | ---------------------------------------------------------------------------------- |
| 1                   | 1953-54 | KFC Waaslandia Burcht                                                              | Promotion série D                                                                  | 11e/16                                                                             |                                                                                    |
| 2                   | 1954-55 | KFC Waaslandia Burcht                                                              | Promotion série D                                                                  | 1er/16                                                                             | Champion et promu!                                                                 |
| 3                   | 1955-56 | KFC Waaslandia Burcht                                                              | Division 3 série A                                                                 | 16e/16                                                                             | Relégué!                                                                           |
| 4                   | 1956-57 | KFC Waaslandia Burcht                                                              | Promotion série D                                                                  | 8e/16                                                                              |                                                                                    |
| 5                   | 1957-58 | KFC Waaslandia Burcht                                                              | Promotion série A                                                                  | 1er/16                                                                             | Champion et promu!                                                                 |
| 6                   | 1958-59 | KFC Waaslandia Burcht                                                              | Division 3 série B                                                                 | 6e/16                                                                              |                                                                                    |
| 7                   | 1959-60 | KFC Waaslandia Burcht                                                              | Division 3 série A                                                                 | 6e/16                                                                              |                                                                                    |
| 8                   | 1960-61 | KFC Waaslandia Burcht                                                              | Division 3 série A                                                                 | 8e/16                                                                              |                                                                                    |
| 9                   | 1961-62 | KFC Waaslandia Burcht                                                              | Division 3 série A                                                                 | 14e/16                                                                             |                                                                                    |
| 10                  | 1962-63 | KFC Waaslandia Burcht                                                              | Division 3 série A                                                                 | 14e/16                                                                             |                                                                                    |
| 11                  | 1963-64 | KFC Waaslandia Burcht                                                              | Division 3 série B                                                                 | 16e/16                                                                             | Relégué!                                                                           |
| 12                  | 1964-65 | KFC Waaslandia Burcht                                                              | Promotion série C                                                                  | 16e/16                                                                             | Relégué!                                                                           |
| séries provinciales |         |                                                                                    |                                                                                    |                                                                                    |                                                                                    |
| 13                  | 2001-02 | KVK Waaslandia Burcht                                                              | Promotion série B                                                                  | 12e/16                                                                             |                                                                                    |
| 14                  | 2002-03 | KVK Waaslandia Burcht                                                              | Promotion série B                                                                  | 9e/16                                                                              |                                                                                    |
| 15                  | 2003-04 | KVK Waaslandia Burcht                                                              | Promotion série B                                                                  | 16e/16                                                                             | Relégué!                                                                           |
| séries provinciales |         |                                                                                    |                                                                                    |                                                                                    |                                                                                    |
| X                   | 2004    | Le club déclare forfait en octobre 2004, son matricule est radié par la Fédération | Le club déclare forfait en octobre 2004, son matricule est radié par la Fédération | Le club déclare forfait en octobre 2004, son matricule est radié par la Fédération | Le club déclare forfait en octobre 2004, son matricule est radié par la Fédération |